# Бревик
 За едноименния град в Швеция вижте Бревик (Швеция).  
Брѐвик (на норвежки: Brevik) е град в Южна Норвегия. Разположен е на северния бряг на фиорда Лангесунсфьор в община Пошгрун на фюлке Телемарк. Има жп гара и малко пристанище. Население около 2700 жители.